# Calendario mesopotámico
Los calendarios utilizados en la antigua Mesopotamia eran del tipo lunisolar con años que constaban de 13 meses lunares, cada uno comenzando cuando una luna nueva era visible por primera vez en el cielo. Si se necesitaba, se aumentaban estos años insertando un mes intercalar para que correspondieran con un año solar, que era diez días más largo que el año de 12 meses lunares, provocando así cambios entre ambos ciclos.
Las ciudades mesopotámicas han tenido desde hace mucho tiempo sus propios calendarios, con nombres de meses específicos, con un comienzo de año a menudo en primavera, pero a veces en otoño, lo que reflejaba la existencia de fuertes tradiciones locales. Esto fue así hasta que en el transcurso de la segunda mitad del II milenio a. C. se impuso un calendario normalizado, el de Babilonia. La decisión de cambiar el calendario, de agregar nuevos meses, fue una importante prerrogativa real. En efecto, influyó en muchas actividades económicas (distribución de remuneraciones, pago de impuestos, intereses, etc.), y especialmente en los rituales, ya que la función litúrgica de los calendarios es primordial. Los nombres de los meses eran, de hecho, a menudo los de las principales fiestas religiosas que tenían lugar allí, y los calendarios estaban marcados por numerosos rituales que se celebraban con regularidad (todos los días, todos los meses o todos los años), que debían realizarse en tiempos específicos para que tengan un resultado beneficioso para la comunidad. Los calendarios fueron, por tanto, de gran importancia social, lo que explica por qué su gestión cayó bajo el poder real y los grandes templos.

## Un calendario "lunisolar"
Los mesopotámicos habían establecido su calendario de acuerdo con los ciclos de la Luna y el Sol, los períodos que tardan estos astros en volver a la misma posición en el cielo: los meses duraban el tiempo de un ciclo de la Luna, de una luna nueva a otra (la lunación), mientras que el año se establecía según un ciclo solar (el año tropical o equinoccial), intervalo de tiempo para que el Sol vuelva a la misma posición en el ciclo de las estaciones. Por tanto, estamos hablando de un calendario "luni-solar”. En la práctica, al no ser conmensurables los ciclos de la Luna y el Sol, el año duraba 12 meses lunares, lo que correspondía a una duración menor en diez días que un año solar, y era necesario agregar regularmente al calendario meses intercalares para reajustar los ciclos. Entre las otras subdivisiones de tiempo que marcan el calendario, el día era obviamente el más importante, ya que tenía sus propias subdivisiones (horas dobles), pero por otro lado no había un sistema común para subdividir el mes en períodos equivalentes a la semana.

### Los meses lunares
La duración de los meses mesopotámico se fijó en principio en el ciclo de la Luna: debían comenzar al anochecer, cuando una luna nueva creciente  fuera visible por primera vez en el horizonte bajo en puesta del sol, y durar hasta la próxima luna nueva (el comienzo del día se fija al anochecer  Por tanto, tenían una duración en función del ciclo sinódico de la luna (la lunación), que es de 29 o 30 días (de media unos 29,5 días).
Dado que la aparición de la luna nueva en la noche del vigésimo noveno o trigésimo mes no fue predecible durante la mayor parte de la historia de Mesopotamia, normalmente se debe observar el cielo (suponiendo que haya suficiente visibilidad) para saber cuándo duró el mes. La forma en que se determinó el comienzo del mes según la aparición de la Luna solo es bien conocida para Asiria en el siglo VII a. C.: los eruditos de la corte real observaron el cielo en la tarde que marca el comienzo del día treinta del mes, y si aparecía la luna, este día era «rechazado» (Turru) y se convirtió en el primero del mes siguiente, el mes que acababa tenía 29 días; pero si no se observaba la luna, el día era «confirmado» (Kunnu) como el día treinta del mes, y el nuevo mes no comenzaría hasta la noche siguiente. En la segunda mitad  la acumulación de datos provenientes de la observación de fenómenos astronómicos había permitido el desarrollo de métodos predictivos efectivos, en particular utilizando modelos matemáticos, que permitieron predecir con anticipación la aparición de la luna nueva y, por lo tanto, el inicio de la luna nueva del mes.  
Para períodos anteriores, no hay nada tan preciso en la documentación cuneiforme, y parece que la práctica atestiguada en Asiria no estaba muy extendida. De hecho, varios periodos desde el IV milenio a. C., por necesidades administrativas se optó por fijar una duración estándar de un mes de 30 días, con el fin de facilitar el pago de las raciones de manutención (que funcionaban como salarios), el pago de intereses de préstamos, impuestos, en plazos fijos. Parece que en el siglo XVIII a. C. en Mari la duración del mes estándar era de 30 días, y que el poder real podía fijar de antemano, de una manera que se nos escapa, el momento del cambio de mes, probablemente haciendo ajustes en los horarios; en todo caso no parece seguir el principio de observación de la luna nueva atestiguado en Asiria ya que sucedió que ésta ocurrió el segundo día del mes y no el primero. Se sugirió que otros calendarios del período amorrita (primeros siglos del II milenio a. C.) también habían tenido un mes fijado por convención de 30 días. De la misma manera para el período asirio medio (XIV-XI a. C.) sólo están atestiguados meses de 30 días. Era común que la duración de los meses se fijara por convención en 30 días en textos religiosos (el Dios-Luna, Sîn, con el número simbólico 30) o astronómicos (como Mul-Apin ), pero esto no necesariamente refleja la práctica; podrían ser simplificaciones (un calendario «ideal») destinadas en particular a facilitar los cálculos para predecir la fecha aproximada de un evento futuro esperado.

### El año solar
El año mesopotámico (mu/šattu(m)) consta en principio de 12 meses. Un año normal, compuesto en partes iguales de meses de 29 y 30 días, dura 354 días. La duración del año se basa en el ciclo de las estaciones, o el del Sol, ya que un año solar (trópico) dura un poco menos de 365 ¼ días, y la duración en meses lunares que más se acerca es 12. El comienzo del año se fija en uno de los dos equinoccios, generalmente el de primavera, pero también en varios casos el de otoño. Un año en el calendario «ideal» El mes de 30 días, resultante en particular de los textos astronómicos, es de 360 días, lo que debería simplificar los cálculos (siguiendo un principio similar al del «año lombardo»).

### Los meses intercalares
Dado que el año de los 12 meses lunares era ligeramente más pequeño que el año solar, después de un tiempo hubo un desfase entre los dos, y el comienzo del año ocurrió antes en el ciclo de estaciones. Por lo tanto, los mesopotámicos utilizaron para agregar meses intercalados (logograma sumerio DIRI, atru acadio) para ciertos años con el fin de reajustar su calendario al año solar. Durante mucho tiempo, esto se hizo de manera irregular, aparentemente sin ningún principio fijado de antemano (pero los textos nunca explican el motivo de un mes intercalado). En el reino de Babilonia en el siglo XVII a. C., bajo el reinado de Ammi-ditana, se agrega un mes intercalado durante cuatro años consecutivos, lo que parece indicar que icativo por falta de una regla de intercalación precisa. Pero agregar un mes bisiesto también puede servir para otros propósitos, como cambiar el calendario que implica cambiar el orden de los meses, o el comienzo del año.
Desde finales del II milenio a. C., los textos astronómicos indican el deseo de predecir cuándo agregar un mes intercalar mediante la observación de la posición de las estrellas, especialmente la de la Luna en relación con las Pléyades durante los primeros días del año. En Asiria en el siglo VIII a. C., aparentemente se había emergido empíricamente un principio de intercalación de un número determinado de meses cada 8 o 19 años, aunque este ritmo no siempre se mantuvo (en particular durante períodos de inestabilidad política, cuando el rey no puede proclamar la adición de un nuevo mes). En el siglo V a. C., se aplica definitivamente el principio de agregar meses bisiestos a intervalos fijos. Esto es posible gracias al conocimiento del ciclo astronómico de equivalencia entre 19 años solares y 235 meses lunares (el «ciclo metónico»), que podría determinarse a partir de la redacción de informes de observaciones astronómicas durante un largo período: 19 años solares correspondientes a 19 años de 12 meses lunares, más 7 meses, se intercalan 7 meses cada 19 años. Al principio del siglo IV a. C., se fijó un principio de intercalaciones regulares, los años 1, 3, 6, 9, 11, 14 y 17 del ciclo.

### Las subdivisiones del mes
Los textos mesopotámicos no mencionan un período equivalente a la semana. Los textos hemerológicos, que determinan los días fastos y nefastos, sí mencionan un ciclo de días nefastos que regresan cada 7 días (el 7, 14, 21 y 28), un ciclo que también corresponde al de los rituales eššēšu (m) relacionado con el ciclo de la Luna. Pero no es tan cierto que este ciclo haya influido sobre el sabbat bíblico, que es, hasta que se pruebe lo contrario, el antepasado directo de la semana de los siete días. Los días clave del ciclo lunar habían recibido nombres: arḫu para el primer día (luna nueva), sebûtu («séptimo») para el séptimo día, que corresponde aproximadamente al primer trimestre, šapattu («decimoquinto») Para el decimoquinto día (luna llena), este término también se usa para designar medio mes («quincena»). El día llamado biblu (m) o bubbulu (m), está en la encrucijada entre dos meses, pero queda una duda al respecto: algunos lo ven como «día de la desaparición de la luna», otros otra forma de designar el día de la luna nueva. Los textos de los comerciantes paleo-asirios (siglo XIX a. C.) presentan un período llamado ḫamuštum, que puede corresponder a un período de cinco días, utilizado para fechar pagarés, y es el más cercano a la semana en fuentes mesopotámicas.

### El día y sus subdivisiones
El día mesopotámico (ud/ūmu(m)) comienza en el crepúsculo vespertino. Se divide en 12 bēru (logogramas KASKAL-GÍD, a veces DANNA),de las «horas dobles», siguiendo una subdivisión común (el mismo término también se refiere a la 12º parte del círculo). La noche misma se subdivide en tres «vigilias» (en-nun/maṣṣārtu), de duración variable debido a la variación de la duración de la noche durante el año. Para medir el paso del tiempo, los mesopotámicos utilizaron la clepsidra (el reloj de agua; dib-dib / dibdibbu ), o un reloj de sol hecho con un gnomon.

## Los calendarios de la antigua Mesopotamia
La historia de los calendarios mesopotámicos, revelada por los nombres cambiantes de los meses, sigue de cerca el desarrollo cultural y político de esta región. Los calendarios más antiguos registrados en Mesopotamia se remontan a la época de las ciudades sumerias, en el sur de Mesopotamia, durante los últimos cuatro siglos del III milenio a. C. Cada ciudad tiene su propio calendario que refleja las tradiciones religiosas (locales o regionales), ya que los nombres de los meses toman los de las principales fiestas religiosas. A principios del II milenio a. C., tiene lugar en el sur una normalización del calendario en torno a la tradición de Nippur, la principal ciudad santa de Sumeria, mientras que al norte, en un país semítico bien documentado para este período que es el de las dinastías de origen amorrita, se encuentran según las regiones de los meses similares, incluso si la diversidad sigue siendo de entorno. La adaptación del calendario en torno a un modelo «estándar» ocurre en el transcurso de la segunda mitad del II milenio a. C. en torno a un modelo claramente desarrollado en Babilonia, utilizando los nombres de meses de diferentes tradiciones, esta vez con menos referencias a las fiestas religiosas, y que había triunfado con el apoyo de la influencia cultural de Babilonia.

### Los calendarios sumerios al final del III milenio a.C.
Los calendarios locales de las ciudades sumerias del III milenio a. C. esencialmente incluyen meses que llevan el nombre de las principales festividades que tienen lugar allí, como lo indica la recurrencia del término ezen (o ezem), «fiesta», en los nombres de los meses, incluso si los meses en los que no aparece esta palabra también se refieren a los rituales que tienen lugar durante el mes (ritual de encender braseros/antorchas, consumo de malta o de varios animales sacrificados, etc.). Los meses también se refieren a actividades agrícolas (recolección, siembra, preparación de arados), o construcción (modelado de ladrillos), y aquí nuevamente estos nombres también se refieren a fiestas religiosas vinculadas a estas actividades. Pero hay que admitir que muchos nombres de meses siguen siendo poco entendidos y pueden ser objeto de diferentes interpretaciones según los traductores. El hecho de que varios nombres de meses sean comunes en las ciudades sumerias a partir de este momento indica que hubo influencias. El período final del III milenio a. C., el período de Ur III, mantiene las mismas características generales incluso si se advierten los efectos de las tendencias centralizadoras de la época.
| N ° mes | Nippur                                                                | Umma / Gisha                                                   | Ur y Puzrish-Dagan (tarde)                                       | Lagash                                         |
| ------- | --------------------------------------------------------------------- | -------------------------------------------------------------- | ---------------------------------------------------------------- | ---------------------------------------------- |
| I       | Bára-zà-gar «Trono del santuario»                                     | Še-sag11 -ku5 «Cosecha»                                        | Še-sag11-ku5 «Cosecha»                                           | GAN2 -maš                                      |
| II      | Gu4 -si-su «Los bueyes avanzan»                                       | Sig4-giš i/ù-šub-ba-gar «(Mes en que se forman los) ladrillos» | Maš-da/kù-gu7 «Comida ritual de gacela»                          | Gu4 -rá-bí-mú-mú «Alumbrado de los braseros»?  |
| III     | Sig4 - giš u5 -šub-ba-gá-gar « (Mes en que se forman los) ladrillos " | Še-kar-ra-gál-la                                               | Ses-da-gu7 «Comida ritual de lechón»                             | Ezen-d Li9-si4 «Fiesta de lisi»                |
| IV      | Šu-numun «Preparación de campo»                                       | Nesag «Ofrenda de las primicias»                               | U5-bímušen-gu7 «Comida ritual de ave-U5-bí»                      | Šu-numun «Preparación de campo»                |
| V       | NE-NE-gar «Encendido los braseros»                                    | Dal                                                            | Ki-siki-dNin-a-zu «(Festival del) lugar de tejido (?) de Ninazu» | Ezen-munu4-gu7 «Festival del consumo de malta» |
| VI      | Kin-dInanna «El servicio de Inanna (?)»                               | Šu-numun «Preparación de campo»                                | Ezen-dNin-a-zu «Fiesta ninazu»                                   | Ezen-dDumu-zi «Fiesta de Dumuzi»               |
| VII     | Desde6-kù «Monte sagrado»                                             | Min-èš                                                         | Á-ki-ti                                                          | Ur «León» ?/ Ezend Šul-gi «Festival Shulgi»    |
| VIII    | giš Apin-du 8 -a «(Mes en que) soltamos el arado»                     | e-iti-6                                                        | Ezen dŠul-gi «Festival Shulgi»                                   | Ezen dBa-ba6 «Fiesta de Baba»                  |
| IX      | GAN-GAN-è " (Mes en el que) aparecen las nubes "(? )                  | d Li 9 -si 4 " (Fiesta de) Lisi "                              | Šu-eš5-ša / Ezen d Šu-dSu'en «Festival Shu-Sîn»                  | Mu-šu-du7                                      |
| X       | Kù-ŠIM / Ab-è                                                         | Ur «León»?/ Ezen-dŠul-gi «Festival Shulgi»                     | Ezen-mah «Gran fiesta» (de Nanna)                                | Amar-aa-si «(Mes de) madurez del ternero»?     |
| XI      | Zíz-a o Udru duru5 «Maíz» ?                                           | Pa4-ù-e                                                        | Ezen-an-na «Fiesta del cielo»                                    | Še-sag11 -ku 5 «Cosecha»                       |
| XII     | Še-sag11-ku 5 «Cosecha»                                               | dDumu-zi «(Fiesta de) Dumuzi»                                  | Ezen-dMe-ki-gál «Festival de Mekigal»                            | Ezen-še-íl-la «Transporte de granos»           |

Los meses bisiestos añadidos después del duodécimo mes tienen el nombre diri(g) (algo así como "además").
Los calendarios locales del período de Ur III mantienen sus particularidades, pero una forma de calendario «oficial» o «real» utilizado por la administración se instauró, el calendario Ur utilizado con una variante (el primero del mes) en Puzrish-Dagan y también por los agentes del Estado en otras ciudades, signo de la voluntad centralizadora de los reyes de Ur III.  Este calendario se revisa varias veces bajo Shulgi y su sucesor Shu-Sîn, especialmente después de la introducción del culto de los reyes deificados, cada uno de los cuales está dedicado a una gran fiesta que da su nombre a un mes del calendario; la fiesta dedicada a Shulgi también se presenta a Umma y Lagash, calendarios influenciados por el calendario real. Pero el de Nippur conserva completamente su especificidad (como aparentemente el de Uruk, aunque solo se conoce de manera incompleta).

### Los calendarios amorritas (primera mitad del II milenio a.C.)
Calendarios conocidos de la primera mitad del II milenio a. C. presentan diferentes perfiles en función de su ubicación. Los del sur de Mesopotamia siguen la tradición sumeria, en particular la de Nippur, y parecen ser objeto de una armonización a partir de este modelo durante la época de la dinastía de Isin (siglo XX a. C.). Por otro lado, más al norte, los calendarios son parte de otra tradición semítica, y más precisamente amorrea, la población que domina estas regiones en este momento. Esto emerge en los siguientes calendarios: la de Eshnunna, las de las ciudades de Mari, Tell Rimah, Shubat-Enlil y Chagar Bazar (Ashnakkum) en la época del Reino de la Alta Mesopotamia gobernada por Samsi-Addu, y la de Mari en la época de Zimri -Lim (reorganizado cuando asumió el poder tras la caída del reino de Samsi-Addu) tienen varios meses en común, ya que conocemos un directorio de unos veinte meses que se puede encontrar en varios calendarios amorreos, de nuevo a menudo nombrados siguientes festivales (cuyos orígenes y propósitos a menudo se nos escapan), a veces heredados del antiguo calendario sumerio (por ejemplo, el mes Niggalum, «Hoz», corresponde al mes sumerio de la cosecha). En Sippar, situado en un país semítico pero en contacto con las antiguas ciudades sumerias, los meses de estas últimas coinciden con los de los países amorreos. Por otro lado, la ciudad de Assur, si bien ha estado integrada en el Reino de la Alta Mesopotamia y ha mantenido vínculos culturales con sus vecinos, tiene un calendario original, que parece haberse conservado durante los siglos siguientes.
Los inicios del año no siempre se sitúan en primavera: en el Reino de la Alta Mesopotamia, más bien ocurriría en la época de agosto, al comienzo del mes de Niqmum, que corresponde al sexto mes de los demás calendarios. En cuanto al inicio del año en el calendario de Assur, no está establecido con certeza: durante mucho tiempo se pensó que debería estar ubicado en el equinoccio de otoño, pero podría ocurrir más tarde, en el solsticio de invierno.  Además, las reorganizaciones de los calendarios podrían crear desplazamientos de los meses en el calendario; así, el mes de la Cosecha del calendario del tiempo de Samsi-Addu no ocurre en el momento de éste.
| N ° mes | Eshnunna (siglo XIX a. C.) | Assur (siglo XIX a. C.) | Reino de la Alta Mesopotamia (siglo XVIII a. C.) | Marido (siglo XVIII a. C.) | Sippar de Shamash (siglo XVIII a. C.) |
| ------- | -------------------------- | ----------------------- | ------------------------------------------------ | -------------------------- | ------------------------------------- |
| yo      | Niggallum                  | Bēlet ekallim           | Niggallum                                        | Uraḫum                     | Sibūtum                               |
| II      | Elūnum                     | Ša šarrātim             | Magrānum                                         | Malkānum                   | Gusisi                                |
| III     | Magrattum                  | Ša kēnātim              | dDumu-zi                                         | Laḫḫum                     | Qāti-erṣetim                          |
| IV      | Un vagabundo               | Maḫḫur ilī              | Un vagabundo                                     | Un vagabundo               | dDumu-zi                              |
| V       | Zibnum                     | Ab šarrāni              | Tīrum                                            | Ḫibirtum                   | Isin-abi                              |
| VI      | Niqmum                     | Ḫubur                   | Niqmum                                           | Ḫubur                      | Tīrum                                 |
| VII     | Kinūnum                    | Ṣipʾum                  | Kinūnum                                          | Kinūnum                    | Elūlum                                |
| VIII    | Tamhīrum                   | Qarrātum                | Tamḫīrum                                         | dDagan                     | Tamhīrum                              |
| IX      | Nabrûm                     | Kanwarta                | Nabrûm                                           | Liliyatum                  | Nabrûm                                |
| X       | Mammitum                   | Teʾinātum / Suen        | Mammitum                                         | dBēlet-bīri                | Mammitum                              |
| XI      | Kiskissum                  | Kuzallu                 | Mana                                             | Kiṣ kiṣim                  | Isin-dAdad                            |
| XII     | Kinkum                     | Allanātum               | Ayyarum                                          | Ebūrum                     | Ayyarum                               |

### El calendario babilónico normalizado
La forma clásica del calendario mesopotámico se impuso en el sur y en el centro del país durante el segundo trimestre del II milenio a. C. o poco después, pero es difícil determinar exactamente cuándo, debido a problemas con la especificidad de la escritura cuneiforme: aunque a partir de ahora los textos actuales están escritos en acadio, los nombres de los meses permanecen escritos principalmente en sumerio, en la forma (a menudo abreviada) del calendario de Nippur, teniendo entonces la función de logograma, y rara vez se escriben en una forma fonética que permita para conocer la pronunciación del nombre del mes que se esconde detrás del logograma. Los nombres de los meses se documentan fonéticamente durante los últimos siglos del IImilenio a. C., especialmente gracias a la lista léxica HAR. RA = ḫubullu, que da las correspondencias entre los nombres en logogramas (los meses del calendario sumerio de Nippur) y su pronunciación en acadio. Por tanto, es imposible saber cuándo y cómo se impuso este calendario (Cohen propone el reinado de Samsu-iluna de Babilonia, en la segunda mitad del XVIII a. C.). El origen de los nombres de los meses parece diverso, dando la impresión de un calendario híbrido creado artificialmente en aras de la unificación política: algunos están atestiguados del período amorreo (Ayyaru, Elūlu, Abu(m), también Du'uzu/Tam(m)ūzu que tiene un origen sumerio, el mes de Dumuzi), en el país semítico occidental (Tašrītu, puede -be también Nisannu) y otros están atestiguados previamente en Susa en Elam (Šabāṭu, Addaru), mientras que uno podría proponer un origen persa para otro (Araḫsamnu). En cualquier caso, las festividades religiosas ya no se usan como referencia para nombrar los meses (incluso si Elūlu y Abu (m) están en el origen de las festividades). Este calendario se caracteriza por la presencia de dos "comienzo del año", en el mes de Nisannu, mes I cuyo nombre indudablemente deriva del término sumerio nesag que significa «primero», «primicias», sino también en el mes de Tašrītu, mes VII, cuyo nombre significa «el inicio» en acadio. Se introdujo en el norte, en Asiria, alrededor del siglo XII a. C., incluso si coexiste con el calendario local resultante de la tradición de Assur, entonces varios meses del calendario estándar a veces son reemplazados por otros (en particular algunos de origen elamita), el calendario asirio nunca había estado unificado y asentado.
| N ° mes | Nombre acadio    | Logograma                  |
| ------- | ---------------- | -------------------------- |
| yo      | Nisannu          | itiBÁR (.ZAG.GAR)          |
| II      | Ayyaru           | itiGU4(.SI.SÁ)             |
| III     | Simānu           | itiSIG4 (SIG4.GA, SIG4.GA) |
| IV      | Du'uzu/Tam(m)ūzu | itiŠU(.NUMUN.NA)           |
| V       | Abu              | itiIZI                     |
| VI      | Elūlu/Ulūlu      | itiKIN                     |
| VII     | Tašrītu          | itiDU6(-KÙ)                |
| VIII    | Araḫsamnu        | itiAPIN                    |
| IX      | Kislimu          | itiGAN(.GAN.NA)            |
| X       | Ṭebētu           | itiAB(.BA).È               |
| XI      | Šabāṭu           | itiZÍZ (ZÍZ.A, ZÍZ.ÀM)     |
| XII     | Addaru           | itiŠA                      |

Los meses bisiestos se agregan después del sexto o duodécimo mes y toman su nombre: Elūlu (II) o Addaru (II).
Este calendario permanece en uso en los textos cuneiformes de Babilonia durante el I milenio a. C., y las poblaciones judías de esta región lo adoptaron a partir de entonces y desde entonces se ha mantenido como el calendario de la tradición judaica, mientras que durante la Antigüedad también sirvió como modelo para los calendarios de las poblaciones arameas que vinieron para dominar lingüísticamente Mesopotamia y todo el Medio Oriente, en particular los palmirenos.

## Calendario y vida social y religiosa
Los calendarios, además de su papel de marcadores del paso del tiempo, también están puntuados por diversos eventos significativos para la vida social. Por lo tanto, fueron de gran importancia en la vida administrativa y económica del país, pero, como en otras civilizaciones antiguas, los problemas del calendario se refieren principalmente a cuestiones religiosas. Además, se consideró que la división y el paso del tiempo se debían a decisiones del creador y dioses ordenadores (en particular Enki/Ea, Marduk), al mismo tiempo que organizaban el mundo y la marcha del cosmos. Los soberanos se comprometían regularmente a reformar el calendario para influir en la vida social y religiosa, o para marcar simbólicamente su huella en el paso del tiempo. También se consideraba que había buenos o no momentos para determinadas actividades, sobre todo rituales, incluso francamente malas, y eso daba lugar a la producción de una rica literatura continuada en los círculos de palacios y templos reales. Las grandes épocas del año estaban marcadas por las fiestas religiosas, las más importantes generalmente utilizadas para nombrar los meses mesopotámicos, y debían cumplirse en momentos específicos para asegurar la estabilidad de las relaciones entre hombres y dioses, y así garantizar la prosperidad. del país. Esto afectó especialmente a las fiestas vinculadas al ciclo agrícola, que fueron de gran importancia, al menos en la antigüedad.

### Regular el tiempo
Siendo la organización del calendario una decisión de suma importancia en la vida social y religiosa, fue gobernado por el poder real, con el apoyo de las élites religiosas. Los nombres de los meses del calendario son, obviamente, una cuestión de decisiones reales, y los cambios que les afectan se deben sin duda a iniciativas del poder, que puede querer marcar el tiempo introduciendo nuevas fiestas, o estandarizar el calendario para facilitar el gobierno de su reino y dejar su marca en él para fortalecer su autoridad. Así, cuando a principios del siglo XVIII a. C. C. Mari pasa bajo el control de Samsi-Addu de Ekallatum, éste introduce allí el calendario de su reino, que se encuentra en otras partes de los territorios que domina. Cuando después de su muerte su hijo Yasmah-Addu es derrocado por Zimri-Lim, un descendiente de la antigua línea real de Mari, se restaura el antiguo calendario, que también va acompañado de un desplazamiento del Año Nuevo (de l 'otoño a primavera) y un cambio en el cálculo de los años (del sistema del mismo nombre al de los años de reinado, ver más abajo).
La acción del poder sobre el calendario es particularmente conocida por las adiciones de meses intercalares, que son una prerrogativa real, y explican por qué los períodos de inestabilidad van acompañados de una interrupción del calendario en relación con el ciclo del año solar. Experimentando así una carta de Hammurabi de Babilonia (XVIII siglo a. C.) a uno de sus oficiales estacionados en Larsa, lo que indica la adición de un decimotercer mes:

Este año tiene un mes extra. El mes siguiente debe ser referido como el mes  elūlu (II), y dondequiera que el impuesto anual se llevara a Babilonia el 25 del mes tašrītu, ahora debe llevarse a Babilonia el 25 del mes elūlu (II).
Misiva de Hammurabi a Shamash-hazir.

En este caso, la decisión, comunicada a un administrador, se toma con miras a regular las medidas a tomar en materia tributaria. En muchos otros casos, son más bien las cuestiones litúrgicas las que surgen del texto, como esta carta de Mari (siglo XVIII a. C.):

La luna llegó el día 2, ¡que es más de lo normal! El día que le envío esta tableta es a Mari el 3 del mes. Mi señor tendría que enviarme el cálculo que tiene en su poder para que pueda contar los días de los sacrificios de Derîtum.
Misiva del dignatario Yasim-Sumu al rey Zimri-Lim de Mari.

En este caso, la luna nueva ocurrió antes de lo esperado (en el contexto de un calendario en el que el inicio del mes estaba visiblemente fijado de antemano), y el calendario ritual tuvo que ser reorganizado, a partir de un catálogo sagrado que enumera las fiestas del mes, disponible para el rey. Problemas similares se atestiguan en la documentación asiria y babilónica del I milenio a. C. sobre el centro de la corte real y los templos. De hecho, las fiestas no necesariamente tenían lugar en una fecha fija en el mes, sino que podían variar de uno a dos días en un mes según el ciclo lunar observado, mientras que la adición de un mes intercalar implicaba cambiar un mes del calendario litúrgico.
La otra gran acción del soberano en el transcurso del tiempo es nombrar los años, que fue un importante acto simbólico. Desde el tiempo de las ciudades de Sumer hasta el período amorreo, se dieron nombres de años de acuerdo con eventos que glorificaban la actividad militar o religiosa del rey: entronización del rey, victoria militar, matrimonio diplomático, (re) construcción de un templo u ofrenda grandiosa a un dios, nombramiento de un sumo sacerdote o sacerdotisa, etc. De hecho, por razones prácticas, esto es a menudo algo que sucedió el año anterior al que dio su nombre.

Dices Shu-nuhra-Halu así (habla) Yasim-Sumu: Con respecto a la denominación del año, tema de tu mensaje, que propusiste: «Año del ofrecimiento de Zimri-Lim de un gran trono a Dagan»; este trono aún no ha sido ofrecido. Acabo de hacer que le lleven una tableta al rey. La designación es «Año de la adhesión de Zimri-Lim al pacto de Babilonia; segunda vez: en la tierra de Larsa». Llama la atención del rey sobre esta tabla y escríbeme lo que debe figurar en ella.
Misiva entre dos dignatarios de Mari sobre un nombre de año (reinado de Zimri-Lim).

Con el tiempo evolucionó, desde el final de la Primera Dinastía de Babilonia (el siglo XVII a. C.) parece que los años fueron nombrados menos en conexión con la realidad, pero más de acuerdo con un ciclo de actos idealmente esperados de un soberano. La otra forma común de contar los años en el sur era contar los años del reinado del rey: «año x del reinado de (tal rey)». Está atestiguado en Lagash en el período Arcaico y se requiere en Babilonia desde el período Kassite, en la segunda mitad del II milenio a. C. Asiria usó otra forma de contar los años, poniendo menos énfasis en la figura real, la de los «epónimos», Limmu en asirio: originalmente, el término se refiere a un dignatario del reino paleo-asirio (primera mitad del II milenio a. C.) que da nombre al año; desde la segunda mitad del II milenio a. C., los nombres epónimos del año se eligen entre los altos dignatarios de la corte real, en un orden de precedencia que conoce pocas variaciones, comenzando de nuevo al comienzo de cada reinado con el soberano sirviendo como epónimo durante el primer año, incluso si al final del imperio asirio, el siglo VII a. C., los reyes ya no se encuentran entre los nombres epónimos, sin duda para no estar al mismo nivel que sus altos dignatarios. Desde el período helenístico, se adoptó un sistema de contar años siguiendo un ciclo más largo, un «hora». A partir de la llegada al poder de los seléucidas en 311 a. C. AD, por lo tanto, nuevamente determinado por referencia al poder real.

### Periodosfastosynefastos
Encontramos en la antigua Mesopotamia la creencia en la existencia de días propicios (šu/magir, mitgaru ) o nefastos (nu-un-šu/la magir ) para ciertas actividades, o días considerados malos (hul/lemnu). Esta creencia está atestiguada en los textos al menos del período amorrita, pero surge principalmente de un grupo de textos eruditos producidos en el medio alfabetizado del I milenio a. C., designado como los «almanaques» (siguiendo la terminología de la Europa moderna), o como menologías (referentes a los meses buenos o malos) o hemerologías (referentes a los días). Suelen ser textos adivinatorios, como la serie llamada Iqqur īpuš (después de su incipit, que significa «él destruye, construye (una casa)», indicando para todo el año los periodos (especialmente los meses) fastos o nefastos, organizados por temas (construcción de vivienda y labores y actividades domésticas; construcción y restauración de lugares de culto y actividades de culto; construcción de entierro; trabajo agrícola; períodos en los que los riesgos son mayores de sufrir ataques de demonios y enfermedades). Los «Almanaques babilonios» también está atestiguado por numerosas copias, otros textos conocidos por menos copias (a menudo solo una) son listas de meses y días auspiciosos o malos, dirigidas más bien a las élites, en particular a los círculos reales (el texto llamado Inbu bēl arhim así parece ser una hemerología real asiria), y el clero, ya que las prescripciones a menudo se relacionan con las actividades rituales que se deben realizar cada día y las prohibiciones rituales que se deben seguir. Este tipo de texto, por tanto, mantiene un vínculo con los calendarios rituales y arroja luz sobre otro aspecto de la división del tiempo. Pero algunos textos se refieren a temas cotidianos (comida, viajes, sexualidad, comercio, etc.) y, por tanto, podrían estar dirigidos a todo el mundo.
Es difícil decir hasta qué punto estas recetas fueron seguidas a diario por la mayoría de la población, aunque parece desprenderse de los textos del diario que el primero y el vigésimo día del mes tuvieron el privilegio de celebrar contratos, y otros evitados (como los dos últimos días del mes). Aparece en la documentación que arroja luz sobre el entorno de las cortes reales que fueron de crucial importancia, especialmente en Asiria en el siglo VII a. C. donde varias letras indican que se siguieron las prescripciones de los textos diurnos para saber cuándo realizar un ritual sacrificial o adivinatorio. El día del oscurecimiento de la Luna (bubbulu (m) ) se ve a menudo como un día bueno o feliz (y, en un texto aislado, como un día durante el cual no se debe ir a una taberna). Una de las otras características que emergen de estos textos es el hecho de que los días son múltiplos de 7 (el 7, el 14, el 21 y el 28; esto podría estar tan a menudo en Mesopotamia ligado al ciclo lunar) eran regularmente parte de los pocos días (entre 5 y 9 por mes en general) considerados malos, durante los cuales toda actividad estaba prohibida por los dioses, a excepción del duelo y la purificación (y como se mencionó anteriormente, se ha debatido el vínculo entre este posible ciclo y el sábado y la semana de siete días). En cualquier caso, el número siete tenía un fuerte significado. El séptimo día del séptimo mes se consideraba particularmente formidable en la tradición mesopotámica e inadecuado para cualquier tipo de actividad, como lo eran los días anteriores: una fiesta del séptimo día del séptimo mes (sebūt sebîm «séptimo del séptimo» o sebūt šattim «séptimo del año») Está atestiguado en el II milenio a. C. a Mari, Sippar, Susa y Nuzi, revelando nuevamente la importancia de este día.

### Las fiestas religiosas
El transcurso del año estuvo marcado por numerosas fiestas (ezen, isinnu), rituales solemnes que difieren de los ritos diarios del servicio divino, que constituyen puntos culminantes del calendario, como lo demuestra el hecho de que los más importantes a menudo han dado su nombre en el mes en el que tuvieron lugar. De hecho, si ocurrieron en un orden fijo, sin duda provisto por algún tipo de catálogo ritual, no necesariamente ocurren en una fecha precisa e inamovible en el mes, sino que podrían ocurrir con algunos días de diferencia de un año al siguiente el otro. Todas las fiestas no eran, además, acontecimientos periódicos, ya que algunas estaban vinculadas a hechos puntuales, especialmente el final de la construcción de un templo, pero también la llegada de un rey a un templo, o un triunfo militar. Las fiestas se diferencian de los ritos del servicio diario de los dioses, aunque también implican ofrendas, por su magnitud y su solemnidad, ya que suelen durar varios días e implican rituales específicos, la recitación de himnos y textos relacionados con el significado del ritual, de las procesiones de estatuas divinas. Se les conoce principalmente por los nombres de meses, textos administrativos que registran las entregas de los rituales que los constituyen, pero pocos textos rituales en sentido estricto, especialmente para el período helenístico. De hecho, no siempre se comprenden sus significados religiosos y sociales, pero parece que muchas de estas fiestas están vinculadas a los ritmos del año agrícola (ver más abajo), a los de la Luna, tienen un trasfondo mitológico, y adquieren un carácter aspecto político cuando involucran al soberano. Obviamente, a menudo se limitaban a la esfera del templo y el clero, y no todos tenían lugar en público, aunque los más importantes iban más allá de este círculo e involucraban a una sección más grande de la población.
Algunos rituales que pueden considerarse festivales se llevaban a cabo varias veces al año. De hecho, eran rituales situados a medio camino entre el mantenimiento diario del dios y las fiestas anuales. Este es el caso de las ceremonias de vestimenta mensual (lubuštu) de estatuas divinas. Los rituales mensuales más atestiguados en la historia de Mesopotamia son los nombrados en sumerio eš-eš (literalmente «templo-templo», quizás para entender «todos los templos» o «fiesta general»), de donde deriva su nombre acadio, eššēšu(m). Pueden tener su origen en Ur, y pueden estar originalmente vinculados al ciclo de la Luna, ya que en el momento de Ur III tienen lugar todos los primeros del mes, en la luna nueva, luego el 8 y el 15, que corresponde al primer cuarto y la luna llena; posteriormente se agrega un cuarto el día 25, luego en el período helenístico en Uruk encontramos hasta 11 en un solo mes. En otros lugares, como Mari, parece que este término solo hace referencia a una fiesta que se realiza a principios de mes. Hasta donde sabemos, se trataba en su mayoría de ofrendas rituales. En la documentación del I milenio a. C., en particular el texto diurno Inbu bēl arhim, rituales llamados nubattu («noche», «nocturno») que tienen lugar la noche anterior a un eššešu. El mismo texto menciona rituales específicos dedicados al Dios Sol, Shamash, el día 18 o 20 de cada mes.
Las fiestas anuales debían comenzar en un momento específico del mes y durar un número limitado de días, siguiendo un calendario ritual específico. Las más conocidas son las que tienen lugar a principios de año, o más bien en las dos épocas que pueden servir como principio de año, en marzo-abril (el mes Nisannu del calendario estándar) y en septiembre-octubre (Tašrītu). Estos festivales a menudo corresponden a los nombrados en sumerio á-ki-ti, que deriva su nombre Akkadian Akitu, atestiguado desde mediados del III milenio a. C. a III siglo a. C. Parecen pertenecer a la tradición de culto de Ur, donde en la época de Ur III tenían lugar dos fiestas á-ki-ti, una vinculada al equinoccio de primavera y la cosecha, y otra vinculada al equinoccio de otoño y la siembra. Se encuentra en los principales centros religiosos de Sumer, luego posteriormente en Babilonia y Asiria, constituyendo la fiesta más importante del año. El curso de los dos akītu anuales está bien documentado por tablillas de Babilonia y Uruk durante el período seléucida, donde las celebraciones duran 11 días. Se dedicaban sobre todo a los dioses principales (Marduk en Babilonia, Assur en Assur, Anu en Uruk) y celebraban el poder real. Estas festividades se asocian repetidamente con rituales de matrimonio divino (hierogamia, en acadio hašādu) y viajes de estatuas divinas (en carros o botes sagrados) y procesiones, que también tienen lugar en otras ocasiones durante el año, según el lugar y la época. tiempo, y dio lugar a una literatura específica, en particular en la época de Ur III. Otro festival común en las ciudades mesopotámicas desde la época sumeria hasta la época helenística es el de los braseros (KI. NE, kinūnu (m)), que ha dado nombre a un mes en varios calendarios, especialmente en los períodos fríos del año.
Los muchos rituales vinculados al mundo infernal se ubican más bien al final del mes (que podría tener un vínculo con la desaparición de la Luna) y los meses de verano (NE-NE-gar en Nippur, Abu (m)/Apu(m) en el calendario clásico), visto como propicio para el contacto entre el mundo de los vivos y el de los muertos, varias fiestas están marcadas por banquetes que se supone que reúnen a las familias y sus antepasados fallecidos, como el ritual llamado kispu (m). Este tipo de festivales también estuvieron marcados por celebraciones de deidades del mundo infernal (Ninazu, Gilgamesh, Dumuzi, Mam(m)itu).
Las otras fiestas principales están directamente relacionadas con la adoración de una deidad, en particular la deidad tutelar de la ciudad (cuando aún no es honrada en el akītu) y las otras deidades principales del panteón local (como Ningirsu, Nanshe y Baba en Lagash, Shara en Umma / Gisha, Nanna / Sîn en Ur, etc.). Otras fiestas, finalmente, a menudo se conocen solo por su nombre, y la principal divinidad que honraron y su desarrollo se nos escapa.
Para ilustrar la riqueza de las fiestas dedicadas a los dioses, aquí están las atestiguadas en Babilonia en el período helenístico por el noveno mes, Kislimu, el mejor reconstituido, dedicado en particular a las fiestas del resplandor (kinūnu):
| N ° día | Actividad ritual |
| ------- | --- |
| 3       | Ceremonias de investiduras (atestiguadas por: Beltiya, Tashmetu, Ishtar de Babilonia)                                                                         |
| 4       | Ceremonia de Marduk y Zarpanitu en el Esagil, seguida de una procesión entre el templo cella y el templo akitu. Fiesta del fuego para una deidad desconocida. |
| 6-7     | Ceremonias de Enlil, Adad. |
| 8       | Ceremonias de Lugalbanda y Lugalasal. |
| 10      | Ceremonia de Ea, fiesta del resplandor de Madanu y Gula. |
| 12      | Ceremonia de Ishtar. |
| 13      | Ceremonia de Anunitu. |
| 14      | Ceremonia de Ashratu. |
| 15      | Ceremonia de Anashat (?). |
| 16      | Ceremonia de vestimenta. Ceremonia de Nabû. |
| 17      | Fiesta del brasero de Nabû de Borsippa. |
| 22      | Ceremonia de Urash, fiesta del resplandor de Urash. |
| 25      | Ceremonia de Lugalmar(a)da. |
| 28-29   | Ceremonia de Nergal. |

### Estaciones y fiestas agrarias

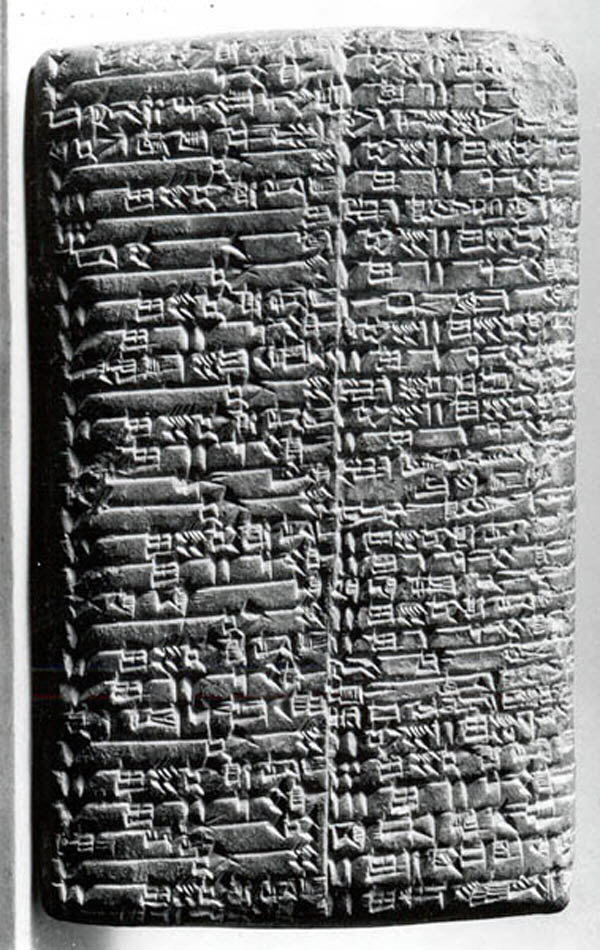
Tableta Puzrish-Dagan que enumera las entregas de animales para la fiesta de la preparación de los campos (šu-numun á-ki-ti). Ur III (reinado de Amar-Sîn), Museo Metropolitano de Arte.

Debido a que seguían en parte los ciclos de la naturaleza, los calendarios religiosos y administrativos de la antigua Mesopotamia a menudo se referían a las actividades agrícolas. Pero dado que estaban marcados regularmente por una brecha entre el ciclo de la naturaleza y los rituales debido al desajuste entre los meses lunares y los años solares, no podían usarse sistemáticamente como calendarios agrícolas. Un manual agrícola sumerio, nombrado por los eruditos modernos Almanaque del agrícultor (o Instrucciones del agricultor) se refiere a la observación de la posición de las estrellas. Un texto astronómico de finales del II milenio a. C., el «Astrolabio B», da correspondencias entre los meses del calendario, el ciclo de las estrellas y el ciclo agrícola, y podría haber sido utilizado para fines agrícolas: por ejemplo el mes de Ayyaru (mayo-junio), el de las Pléyades (por tanto el momento de su ascenso heliacal), correspondiente al final de la crecida de verano, es aquel durante el cual se prepara el equipo agrícola para arar, colocado bajo la tutela del dios agrario Ningirsu. De todos modos, los textos mesopotámicos conocen una división del año en estaciones, en general dos, otoño/invierno, una estación fría que va de octubre a marzo y una estación cálida, primavera/verano. En el caso de los cereales, el segundo corresponde al período de cosecha y luego a la limpieza y acondicionamiento de los campos que serán cultivados durante el primer período, el tiempo de arado y siembra (y el resto de campos en barbecho). Alternativamente, a veces se refleja una división en cuatro estaciones, entre el momento de la siembra (otoño), el frío (invierno), la cosecha (primavera) y el calor/sequía (verano).
En los calendarios de culto antiguos, las fiestas marcaban los momentos más importantes del ciclo de los cereales agrarios. Los ciclos ligados al cultivo de la palmera datilera (cosecha de dátiles) oa la cría de ovejas (esquila), importantes en la agricultura mesopotámica, no han marcado los calendarios. Los momentos más importantes fueron, por tanto, la cosecha (še-sag11-ku5 o še-kin-ku4 o še-gur10-ku4, literalmente el mes durante el cual «la hoz corta el grano»), En la primavera, que es también generalmente el comienzo del año, la preparación de los campos (šu-numun) en verano y la siembra, que sirven para asegurar la fertilidad y prosperidad del país. Esto es bien conocido por la época de Ur III ( siglo XXI a. C.). El comienzo del año y generalmente marcado por las ofrendas de los primeros frutos de la cosecha a los dioses, recordándonos así que los hombres estaban en la Tierra con el fin de alimentar a los dioses (por las ofrendas). En Nippur, el año estuvo marcado por varios festivales destinados a asegurar el éxito del ciclo agrario : la primera, la fiesta gu4-si-su, que tiene lugar en el mes II, se celebra en honor a Ninurta, en su aspecto de dios-labrador. El nombre del ritual se refiere al arado de bueyes (en sumerio gu4) y quizás significa «los bueyes caminan hacia adelante», porque se dedica a este ganado, más ampliamente a la preparación de equipos de labranza para la siembra. La fiesta šu-numun (mes IV) se refiere a la siguiente fase: preparación del campo y siembra. La fiesta še-sag11-ku5 (mes XII), tuvo lugar en el momento de la cosecha, como en muchas otras ciudades del sur de Mesopotamia en esta época, y en Nippur sin duda corresponde a una de las principales fiestas del año, la «gran fiesta del dios Enlil», conocida por los textos literarios pero no por los textos cotidianos que permitirían ubicarla claramente en el calendario. En Ur, en el primer mes del año se llevó a cabo el primer festival Akitu del año, «cosecha akitu», durante el cual se recitó un himno a la diosa del grano Nanshe para que la cosecha fuera buena. En el mes VII, el segundo festival Akitu del año fue el «sembrando akitu». Por otro lado, el carácter agrario de los rituales recientes parece haberse desvanecido con el tiempo, aunque celebraciones como el Año Nuevo todavía tienen un vínculo con la renovación del ciclo de la naturaleza que tiene lugar en primavera.
| Día del mes | Actividad ritual |
| ----------- | --- |
| 20          | La noche anterior: ofrendas nocturnas de ovejas. El mismo día: sacrificios de terneros (o bueyes) en Enlil y Ninlil. |
| 21          | Numerosas ceremonias de ofrenda en el gran templo de la ciudad, el Ekur, a Enlil, Ninlil y las deidades de su círculo divino, por ejemplo el «Gran ofrenda» (Sískur-gu-la), viendo el sacrificio de 2 corderos por el Ekur, 1 oveja por cada una de las siguientes deidades: Ninhursag, Nusku, Ninurta, Inanna, Ninsun, Lugalbanda, Enki, Nintinugga. |
| 22          | Nuevas ceremonias de ofrenda, incluida una segunda «Gran ofrenda». Rituales y ofrendas a la deidad principal de la fiesta, Ninurta, bajo su aspecto "Rey (de la fiesta) de Gusisu» (Lugal-gu4-si-su): baño ritual de la estatua divina, recitación del debate de Araire y azada, del Canto del buey arado dedicado a Ninurta y dedicado a la preparación de bueyes de arado y aperos agrícolas. Las primeras semillas de la siembra se vierten simbólicamente en el suelo, quizás por el propio rey encarnando al dios. |